# Felsritzungen vom Gallow Hill

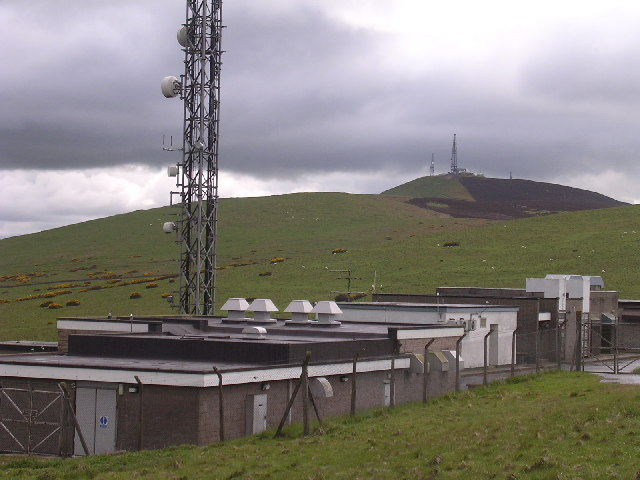
Gallow Hill

Die Felsritzungen vom Gallow Hill (deutsch „Galgenhügel“). Die Cup-and-Ring-Markierungen A und B liegen auf dem Gallow Hill nordwestlich von Tealing in Angus in Schottland.
Die Cups und Ringmarken A liegen auf einem flachen Boulder als Teil einer Nord-Süd orientierten Böschung. Sie weisen 16 Schälchen (englisch cups) auf, zwei davon sind umringt.
Die Cups und Ringmarken B liegen in einem Aufschluss (englisch outcrop) auf einem flachen Sandsteinfelsen. Es sind 16 Schälchen. Zwei Schalen mit dreifachen Ringen, gehen ineinander über. Eine Schale mit drei ovalen Ringen umschließt ein Rondel mit zwei Schälchen.